# Fumetti di Predator
Elenco dei fumetti prodotti dal 1989 in poi incentrati sul personaggio di Predator, la creatura extraterrestre protagonista del film Predator di John McTiernan.

## Pubblicazioni

### Dark Horse Comics
- Predator: Concrete Jungle (Giugno 1989 - Marzo 1990) aka Predator
- Predator: God's Truth (Dicembre 1990) aka Predator
- Predator 2 (Febbraio - Giugno 1991)
- Predator: Big Game (Predator: Big Game) (Marzo - Giugno 1991)
- Predator: Cold War (Settembre - Dicembre 1991)
- Predator: The Bloody Sands of Time (Febbraio - Marzo 1992)
- Predator: Rite of Passage (Agosto - Settembre 1992)
- Predator: Blood Feud (Novembre 1992 - Febbraio 1993)
- Predator: Race War (Novembre 1992 - Gennaio 1993)
- Predator: Race War (Febbraio - Ottobre 1993)
- Predator: The Pride at Nghasa (Maggio - Agosto 1993)
- Predator: Bad Blood (Agosto - Novembre 1993)
- Predator: The Hunted City (Dicembre 1993 - Febbraio 1994)
- Predator: Sangue malvagio (Predator: Bad Blood) (Dicembre 1993 - Giugno 1994)
- Predator: Blood on Two-Witch Mesa (Aprile - Maggio 1994)
- Predator: Invaders from the Fourth Dimension (Luglio 1994)
- Dark Horse Classics - Predator: Jungle Tales (Marzo 1995)
- Predator: 1718 (Luglio 1996)
- Predator: Dark River (Luglio - Ottobre 1996)
- Predator: Strange Roux (Novembre 1996)
- Predator: Kindred (Dicembre 1996 - Marzo 1997)
- Predator: No Beast So Fierce (Marzo 1997)
- Predator: Hell & Hot Water (Aprile - Giugno 1997)
- Predator: Primal (Luglio - Agosto 1997)
- Predator: Bump in the Night (Agosto 1997)
- Predator: Nemesis (Dicembre 1997 - Gennaio 1998)
- Predator: Hell Come a Walkin' (Febbraio - Marzo 1998)
- Predator: Captive (Maggio 1998)
- Predator: Demon's Gold (Novembre 1998)
- Predator: Homeworld (Marzo - Giugno 1999)
- Predator: Xenogenesis (Agosto - Novembre 1999)
- Predator (Maggio 2009)
- Predator: Prey to the Heavens (Giugno 2009 - Gennaio 2010) aka Predator
- Predators (Giugno 2010)
  - Predators: Welcome to the Jungle
  - Predators: A Predatory Life
- Predators: Beating the Bullet (Luglio 2010)
- Predators: Preserve the Game (Luglio 2010)

Predators (Ottobre 2010)
- Predator: Fire and Stone (Ottobre 2014 - Gennaio 2015)
- Predator: Life and Death (Marzo - Giugno 2016)
- Predator: Hunters (Maggio - Settembre 2017)
- Predator 30th Anniversary: The Original Comics Series (Giugno 2017)

#### EdizioniOmnibus
| Volume                     | Data di uscita | Storie contenute |
| -------------------------- | -------------- | --- |
| Predator Omnibus: Volume 1 | Agosto 2007    | Concrete Jungle, Cold War, Dark River, Rite of Passage, The Pride at Nghasa, The Bloody Sands of Time e Blood Feud   |
| Predator Omnibus: Volume 2 | Febbraio 2008  | Big Game, God's Truth, Race War, The Hunted City, Blood on Two-Witch Mesa, Invaders from the Fourth Dimension e 1718 |
| Predator Omnibus: Volume 3 | Giugno 2008    | Bad Blood (prequel incluso), Kindred, Hell & Hot Water, Strange Roux, No Beast So Fierce e Bump in the Night.        |
| Predator Omnibus: Volume 4 | Settembre 2008 | Primal, Nemesis, Homeworld, Xenogenesis, Hell Come a Walkin', Captive e Demon's Gold                                 |

#### Fumetti Crossover

##### DC Comics
- Batman contro Predator (Batman versus Predator) (Dicembre 1991 - Febbraio 1992)
- Batman contro Predator II (Batman versus Predator II) (Dicembre 1993 - Marzo 1994) aka Batman versus Predator II: Bloodmatch
- Batman contro Predator III (Dicembre 1997 - Febbraio 1998) aka Batman versus Predator III: Blood Ties
- Superman vs. Predator (Maggio - Luglio 2000)
- JLA versus Predator (Febbraio 2001)
- Superman and Batman versus Aliens and Predator (Gennaio - Febbraio 2007)
- Dark Horse Comics/DC Comics: Superman (Agosto 2016)
- DC Comics/Dark Horse Comics: Justice League Volume 1 (Novembre 2016)
- Dark Horse Comics/DC Comics: Justice League Volume 2 (Marzo 2017)
- DC Comics/Dark Horse Comics: Batman vs. Predator (Giugno 2017)

##### Altri fumetti Crossover
- Predator versus Magnus, Robot Fighter (Novembre 1992)
- Hunting the Heroes: The Predators Attack!
  - Ghost #5 (Agosto 1995)
  - Motorhead #1 (Agosto 1995)
  - Agents of Law #6 (Settembre 1995)
  - X #18 (Settembre 1995)
- Tarzan versus Predator: At the Earth's Core (Gennaio - Giugno 1996)
- Predator versus Judge Dredd (Ottobre - Dicembre 1997) aka Judge Dredd vs. Predator
- Overkill: Witchblade/Aliens/Darkness/Predator (Novembre - Dicembre 1999)
- Aliens versus Predator versus The Terminator (Aprile - Luglio 2000)
- Witchblade/Aliens/Darkness/Predator: Mindhunter (Dicembre 2000 - Febbraio 2001)
- Buffy the Vampire Slayer: In Space No One Can Hear You Slay! (Maggio 2012)
- Predator vs. Judge Dredd vs. Aliens: Incubus and Other Stories (Ottobre 2014)
- Archie vs. Predator (Aprile - Luglio 2015)
- Predator vs. Judge Dredd vs. Aliens (Luglio - Ottobre 2016)

### Marvel Comics/20th Century Studios

#### Predator
| Data U.S.      | Titolo            | Titolo italiano          | Sceneggiatura | Disegni                                                      | Colori           | Copertina                                      | Prima edizione italiana    | Data Italia |
| -------------- | ----------------- | ------------------------ | ------------- | ------------------------------------------------------------ | ---------------- | ---------------------------------------------- | -------------------------- | ----------- |
| Agosto 2022    | Day Of The Hunter | Il Giorno del Cacciatore | Ed Brisson    | Kevin Walker                                                 | Frank D'Armata   | Leinil Francis Yu (colori di Sunny Gho)        | Predator 1 (Panini Comics) | Luglio 2023 |
| Settembre 2022 | Day Of The Hunter | Il Giorno del Cacciatore | Ed Brisson    | Kevin Walker                                                 | Frank D'Armata   | Leinil Francis Yu (colori di Sunny Gho)        | Predator 1 (Panini Comics) | Luglio 2023 |
| Ottobre 2022   | Day Of The Hunter | Il Giorno del Cacciatore | Ed Brisson    | Kevin Walker                                                 | Frank D'Armata   | Leinil Francis Yu (colori di Sunny Gho)        | Predator 1 (Panini Comics) | Luglio 2023 |
| Novembre 2022  | Day Of The Hunter | Il Giorno del Cacciatore | Ed Brisson    | Kevin Walker                                                 | Frank D'Armata   | Leinil Francis Yu (colori di Sunny Gho)        | Predator 1 (Panini Comics) | Luglio 2023 |
| Dicembre 2022  | Day Of The Hunter | Il Giorno del Cacciatore | Ed Brisson    | Kevin Walker                                                 | Frank D'Armata   | Leinil Francis Yu (colori di Sunny Gho)        | Predator 1 (Panini Comics) | Luglio 2023 |
| Gennaio 2023   | Day Of The Hunter | Il Giorno del Cacciatore | Ed Brisson    | Kevin Walker                                                 | Frank D'Armata   | Leinil Francis Yu (colori di Sunny Gho)        | Predator 1 (Panini Comics) | Luglio 2023 |
| Marzo 2023     | The Preserve      | Riserva di Caccia        | Ed Brisson    | Netho Diaz (matite), Belardino Brabo e Victor Nava (chine)   | Erick Arciniega  | Giuseppe Camuncoli (colori di Richard Isanove) | Predator 2 (Panini Comics) | Marzo 2024  |
| Aprile 2023    | The Preserve      | Riserva di Caccia        | Ed Brisson    | Netho Diaz (matite), Belardino Brabo e Roberto Poggi (chine) | Erick Arciniega  | Giuseppe Camuncoli (colori di Richard Isanove) | Predator 2 (Panini Comics) | Marzo 2024  |
| Maggio 2023    | The Preserve      | Riserva di Caccia        | Ed Brisson    | Netho Diaz (matite), Belardino Brabo (chine)                 | Erick Arciniega  | Giuseppe Camuncoli (colori di Richard Isanove) | Predator 2 (Panini Comics) | Marzo 2024  |
| Giugno 2023    | The Preserve      | Riserva di Caccia        | Ed Brisson    | Netho Diaz (matite), Belardino Brabo (chine)                 | Erick Arciniega  | Giuseppe Camuncoli (colori di Richard Isanove) | Predator 2 (Panini Comics) | Marzo 2024  |
| Luglio 2023    | The Preserve      | Riserva di Caccia        | Ed Brisson    | Netho Diaz (matite), Belardino Brabo (chine)                 | Erick Arciniega  | Giuseppe Camuncoli (colori di Richard Isanove) | Predator 2 (Panini Comics) | Marzo 2024  |
| Febbraio 2024  | The Last Hunt     | n/a                      | Ed Brisson    | Francesco Manna                                              | Erick Arciniega  | Cory Smith (colori di Rachelle Rosenberg)      | Inedito                    | n/a         |
| Marzo 2024     | The Last Hunt     | n/a                      | Ed Brisson    | Francesco Manna                                              | Erick Arciniega  | Cory Smith (colori di Rachelle Rosenberg)      | Inedito                    | n/a         |
| Aprile 2024    | The Last Hunt     | n/a                      | Ed Brisson    | Eder Messias (matite), Jonas Trinidade (chine)               | Erick Arciniega  | Cory Smith (colori di Rachelle Rosenberg)      | Inedito                    | n/a         |
| Maggio 2024    | The Last Hunt     | n/a                      | Ed Brisson    | Francesco Manna                                              | Javier Tartaglia | Cory Smith (colori di Rachelle Rosenberg)      | Inedito                    | n/a         |

#### Crossover
| Data U.S.      | Titolo                             | Titolo italiano | Sceneggiatura  | Disegni                                     | Colori                                      | Copertina                              | Prima edizione italiana                | Data Italia |
| -------------- | ---------------------------------- | --------------- | -------------- | ------------------------------------------- | ------------------------------------------- | -------------------------------------- | -------------------------------------- | ----------- |
| Settembre 2023 | Predator vs. Wolverine             | Caccia Eterna   | Benjamin Percy | Greg Land, Ken Lashley, Andrea Di Vito      | Frank D'Armata, Juan Fernandez              | Marco Checchetto                       | Predator Vs. Wolverine (Panini Comics) | Maggio 2024 |
| Ottobre 2023   | Predator vs. Wolverine             | Caccia Eterna   | Benjamin Percy | Ken Lashley, Andrea Di Vito, Hayden Sherman | Juan Fernandez, Alex Guimarães              | Marco Checchetto                       | Predator Vs. Wolverine (Panini Comics) | Maggio 2024 |
| Novembre 2023  | Predator vs. Wolverine             | Caccia Eterna   | Benjamin Percy | Ken Lashley, Kei Zama, Hayden Sherman       | Juan Fernandez, Alex Guimarães              | Marco Checchetto                       | Predator Vs. Wolverine (Panini Comics) | Maggio 2024 |
| Dicembre 2023  | Predator vs. Wolverine             | Caccia Eterna   | Benjamin Percy | Ken Lashley, Kei Zama, Gavin Guidry         | Matt Wilson, Juan Fernandez, Alex Guimarães | Marco Checchetto                       | Predator Vs. Wolverine (Panini Comics) | Maggio 2024 |
| Agosto 2024    | Predator vs. Black Panther         | n/a             | Benjamin Percy | Chris Allen, Sean Damien Hill               | Erick Arciniega                             | Ken Lashley (colori di Juan Fernandez) | Inedito                                | n/a         |
| Settembre 2024 | Predator vs. Black Panther         | n/a             | Benjamin Percy | Sean Damien Hill, Lee Ferguson              | Erick Arciniega                             | Ken Lashley (colori di Juan Fernandez) | Inedito                                | n/a         |
| Ottobre 2024   | Predator vs. Black Panther         | n/a             | Benjamin Percy | Chris Allen, Sean Damien Hill               | Erick Arciniega                             | Ken Lashley (colori di Juan Fernandez) | Inedito                                | n/a         |
| Novembre 2024  | Predator vs. Black Panther         | n/a             | Benjamin Percy | Chris Allen, Sean Damien Hill, Lee Ferguson | Erick Arciniega                             | Ken Lashley (colori di Juan Fernandez) | Inedito                                | n/a         |
| 2025           | Predator vs. Spider-Man            | n/a             | Benjamin Percy | Marcelo Ferreira                            | n/a                                         | n/a                                    | Inedito                                | n/a         |
| 2025           | Predator Kills the Marvel Universe | n/a             | Benjamin Percy | Marcelo Ferreira                            | n/a                                         | n/a                                    | Inedito                                | n/a         |